# کامیل لوران
کامیل لوران (به فرانسوی: Camille Laurens) با نام اصلی لوران روئل (Laurence Ruel)، نویسنده زن قرن بیستم و بیست و یکم میلادی اهل فرانسه است.